# دييغو مورينو
دييغو مورينو (بالإسبانية: Diego Moreno)‏ هو لاعب كرة قاعدة فنزويلي، ولد في 21 يوليو 1987 في Higuerote ‏ في فنزويلا.

## وصلات خارجية
- دييغو مورينو على موقع دوري كرة القاعدة الرئيسي (الإنجليزية)
- دييغو مورينو على موقع الدوري الياباني لكرة القاعدة (الإنجليزية)
- دييغو مورينو على موقعبيزبول رفرنس.كوم (الدوري الرئيسي) (الإنجليزية)
- دييغو مورينو على موقعبيزبول رفرنس.كوم (الدوري الثانوي) (الإنجليزية)
- دييغو مورينو على موقع إي إس بي إن.كوم (أم.أل.بي) (الإنجليزية)
- دييغو مورينو على موقع مشجعي الرسوم البيانية (الإنجليزية)